# Laciniodes unistirpis
Laciniodes unistirpis là một loài bướm đêm trong họ Geometridae.